# 청주 부강리 고가
청주 부강리 고가(淸州 芙江里 古家)는 충청북도 청주시 상당구 문의면, 문의 문화재 단지에 있는 조선시대의 건축물이다. 2003년 4월 11일 충청북도의 유형문화재 제221호로 지정되었다.

## 개요
이 집의 안채는 조선시대 후기 건물로 부용면 부강리 김종철(金鍾喆)씨가 살던 고가를 이전 복원한 것으로 ‘ㄱ’자집 형태의 목조기와집이다. 광채는 지붕을 얇은 판석으로 덮은 돌기와집(석와가(石瓦家))형태로 중부지방의 산골부락에 많이 있었던 형태이다. 가옥의 구조는 안채가 ‘ㄱ’자형태의 목조와가이고 광채는 ‘一’자 돌기와집이다. 1995년 문의문화재단지가 조성되면서 현위치로 이전 복원하였다.
1982년 전국 취락 및 전통가옥(민가)조사 기록대장에 의하면 1950년대까지 거주하였던 송동촌씨의 3대 선친이 건축했다고 전해지나 정확한 건립년대는 확인할 수 없다. 현재는 문의문화재단지 내에 ‘ㄱ’자형 몸채와 대문채가 이건되었다. 그러나 1982년 조사기록대장의 사진에 의하면 대문간채가 없었으며 건물로 진입하는 입구의 방향도 사랑방쪽으로 배치되어 있어 현 상태와는 다른 분위기였을 것이다. 특히 집을 진입하는 방향은 매우 중요한 요소이지만 문화재단지의 조성과정에서 원형대로 배치하기가 곤란하였던 것으로 추정된다. 또한 사랑방 쪽은 우진각 지붕이고 안방 쪽 날개채는 맞배집 형태이다.
건축의 형식은 일반 서민민가 중에서 전통 기와집의 형식이며 구조양식이 민도리 3량구조로 아담하고 소박한 민가 주택으로 문화재로서 충분한 가치가 있다.

## 명칭 변경
원래 이름은 '청원 부강리 고가'였으나, 2014년 7월 1일 청주시 행정구역 변경에 따라 현재의 문화재 명칭으로 변경되었다

## 참고 자료
- 청주 부강리 고가 - 국가유산청 국가유산포털